# マリー・プティパ

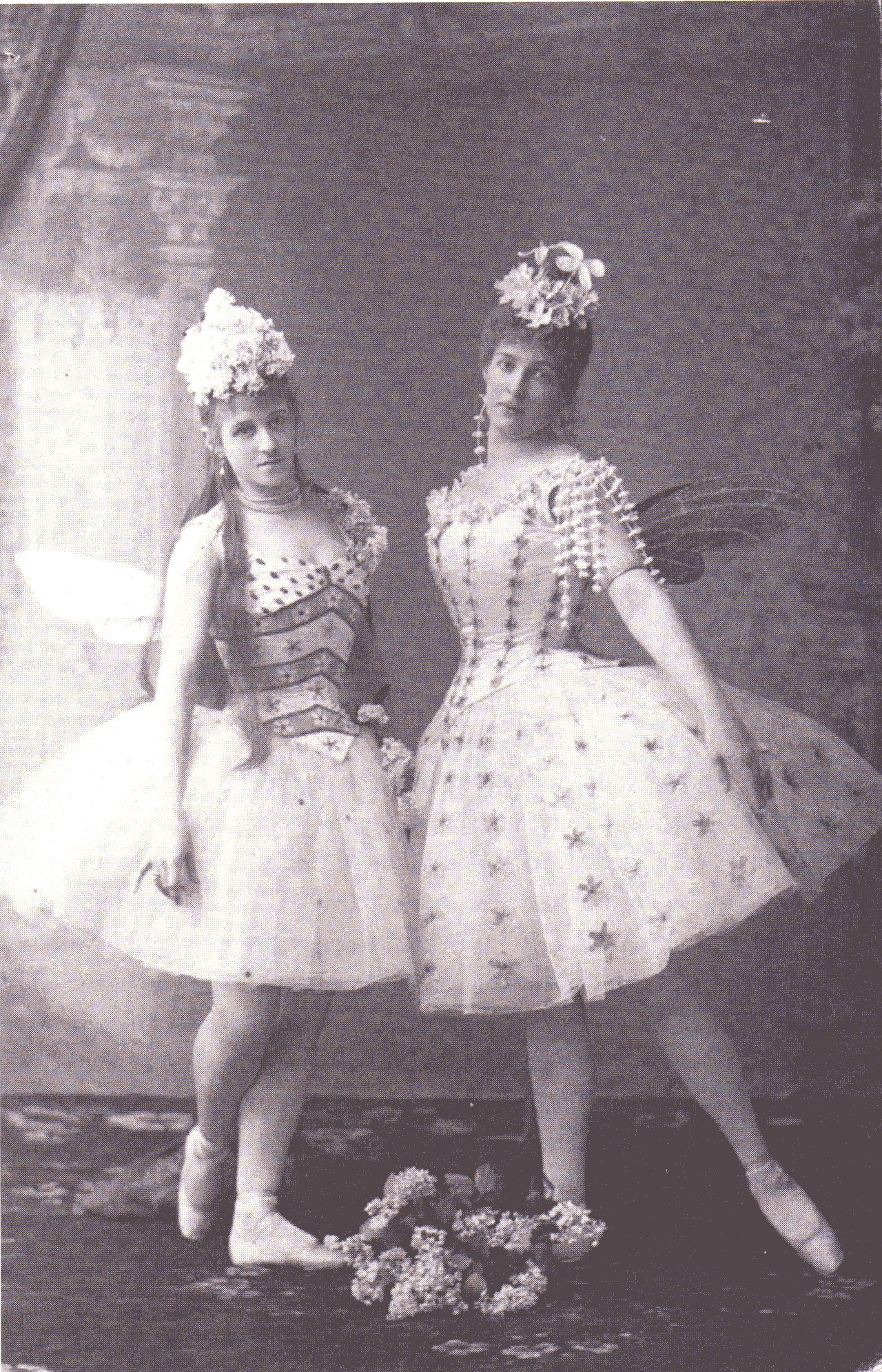
『眠れる森の美女』のプロローグでリラの精を演じるマリー・プティパとお供役のリュボフ・ヴィシネフスカヤ。

マリー・マリウソヴナ・プティパ（Marie Mariusovna Petipa、ロシア語: Мари́я Ма́риусовна Петипа́、1857年10月29日 – 1930年1月16日）は、ロシア帝国のバレエダンサーである。数々のクラシック・バレエ作品を振り付けたことで有名なマリウス・プティパとその妻マリア・プティパの娘として、サンクトペテルブルクに生まれる。父の下でバレエを学び、1875年に帝室マリインスキー劇場で上演された『青いダリア』でデビューした。主にキャラクター・ダンスをレパートリーとして1907年まで踊ったが、その後も1911年までごくまれに舞台に立った。
全盛期にはサンクトペテルブルクでも特に有名なバレリーナの1人であった。多くの有名な画家がこぞってマリーの肖像画を描き（コンスタンチン・マコフスキーによる肖像画が現存する）、私生活はたびたび新聞に取り上げられた他、1901年に迎えたダンサー生活25周年はサンクトペテルブルクで広く祝われた。その際、ヴラス・ドロシェヴィチは「喜びと歓楽の女神（Goddess of Joy and Merriment、Богиня радости и веселья）」という長文記事を書いている。マリーは多くの海外公演に参加し、フランスの教育功労章を授与された。
18歳年下のダンサー、セルゲイ・レガートと民事婚をしたが、1905年に夫は自殺し、その2年後に舞台を離れた。
1917年の十月革命の時には60歳になっていたが、革命はマリーからすべてを奪い去った。家や年金はおろか、日々の食費すら手元に残らなかった。マリーは政府に支援を求めたが、何の助けも得られなかった。唯一かつての同僚ダンサーたちから支援の手が差し伸べられたが、それも長続きしなかった。再び政府に年金の支給を求める請願を行ったが、これも拒否された。1928年にマリーはパリに移ったが、そこでも貧しい生活を送った。1930年に亡くなり、パリ近郊に埋葬されたが、5年分の埋葬料しか支払うことができず、後に集団墓地に改葬された。
ソビエトの史料では、マリーはレガートを自殺に追い込んで1910年に実業家と結婚して1,000万フランを得たとされるが、その一方でアカデミック・シアター事務局は1924年にマリーに年金を与えるように請願している。同じ史料で、マリーは1926年にパリに移住し、そこで脳卒中の発作に2回襲われ、突発的な狂気のうちに亡くなったという。